# 三菱3G8族引擎
三菱3G8族引擎乃1986年12月至2013年12月之間由三菱汽車研發、生產的直列三缸、直列四缸四衝程循環往復式活塞汽油引擎。

## 概要與歷史
該族引擎乃1987年1月隨著第五代三菱Minica實行小改款之際而開發，作為G23B型之後繼引擎，廣泛搭載於該公司生產的輕型車。以1990年1月日本當局修訂輕型車規格為界，市場上同時存在著550c.c.的3G81型與660c.c.的3G83型。兩者的基本構造幾近相同，只是後者擴缸加大了排氣量。此外，3G83型採用靜默軸之設計，這在日本輕型車之間相當罕見。
雖然2006年發售的三菱i所搭載的3B20型引擎實質上繼承了該族引擎，然而3G83型仍同時配置於其他輕型車車款。直到2013年12月原廠表示除了電動車款以外，將全面退出輕型商用車市場。於是停止製造自家的第六代三菱Minicab、OEM供給日產汽車的日產NV100 Clipper/NT100 Clipper等車款，也宣告該族引擎的終結。
臺灣的中華汽車工業在三菱汽車的技術指導之下，以800c.c.的3G82型多加一個汽缸之方式擴充成4G82型。本條目為了方便一併記述，詳情請見後述。

## 3G81型
- 結構：直列三缸SOHC六汽門（製造期間：1987年-1990年）

排氣量548c.c.，缸徑為62.3mm、衝程60.0mm，壓縮比9.8:1。依照調校程度差異可輸出：
1. 最大馬力30ps / 6,500rpm、最大扭力4.2kg·m / 3,000rpm（單桶下吸式化油器）
2. 最大馬力32ps / 6,500rpm、最大扭力4.3kg·m / 4,000rpm（雙桶下吸式化油器）
3. 最大馬力30ps / 5,500rpm、最大扭力4.4kg·m / 4,000rpm（單桶側吸式可變文氏管化油器）

車型：
1. 1987年-1988年：第五代三菱Minica/Minica Econo
2. 1987年-1990年：第四代三菱Minicab
3. 1989年-1991年：第一代三菱Bravo（日语：三菱・ブラボー）

- 結構：直列三缸SOHC六汽門渦輪增壓附中冷器（製造期間：1987年-1988年）

排氣量548c.c.，缸徑為62.3mm、衝程60.0mm，壓縮比8.5:1，最大馬力50ps / 6,500rpm，扭力峰值6.7kg·m / 3,500rpm（單桶下吸式化油器）。

車型：
1. 1987年-1988年：第五代三菱Minica/Minica Econo Turbo

- 結構：直列三缸DOHC十五汽門（製造期間：1989年-1990年）

排氣量548c.c.，缸徑為62.3mm、衝程60.0mm，壓縮比10.0:1，最大馬力38ps / 7,000rpm（雙桶下吸式化油器）或46ps / 7,500rpm（ECI燃油噴射），扭力峰值4.4kg·m / 4,500rpm（雙桶下吸式化油器）或4.7kg·m / 5,500rpm（ECI燃油噴射）。

車型：
1. 1989年-1990年：第六代三菱Minica

- 結構：直列三缸DOHC十五汽門ECI燃油噴射渦輪增壓附中冷器（製造期間：1989年-1990年）

排氣量548c.c.，缸徑為62.3mm、衝程60.0mm，壓縮比8.5:1，最大馬力64ps / 7,500rpm，扭力峰值7.6kg·m / 4,500rpm。

車型：
1. 1989年-1990年：第六代三菱Minica DANGAN

- 結構：直列三缸SOHC六汽門機械增壓（製造期間：1987年-1991年）

排氣量548c.c.，缸徑為62.3mm、衝程60.0mm，壓縮比8.5:1，最大馬力46ps / 6,000rpm，扭力峰值6.0kg·m / 4,000rpm（單桶側吸式可變文氏管化油器）。

車型：
1. 1987年-1990年：第四代三菱Minicab
2. 1989年-1991年：第一代三菱Bravo

## 3G82型
此具3G82型屬於外銷專用引擎，乃2G25型之後繼產品。結構採直列三缸SOHC六汽門（製造期間：1987年-1988年），排氣量796c.c.，缸徑為65.0mm、衝程80.0mm，壓縮比9.3:1，最大馬力43ps / 5,000rpm，扭力峰值6.6kg·m / 3,000rpm。

車型：
1. 1985年-1992年：中華多利800
2. 1985年-1989年：中華百利800

## 3G83型
- 結構：直列三缸SOHC六汽門（製造期間：1990年-1999年）

排氣量657c.c.，缸徑為65.0mm、衝程66.0mm，壓縮比9.8:1。依照調校程度差異可輸出：
1. 最大馬力40ps / 6,000rpm、最大扭力5.2kg·m / 4,000rpm（雙桶下吸式化油器）
2. 最大馬力38ps / 5,500rpm、最大扭力5.3kg·m / 4,500rpm（單桶側吸式可變文氏管化油器）

車型：
1. 1990年-1998年：第一、二代三菱Minica Toppo
2. 1990年-1993年：第六代三菱Minica
3. 1990年-1991年：第四代三菱Minicab
4. 1991年-1994年：第二代三菱Bravo
5. 1998年-1999年：第五代三菱Minicab

- 結構：直列三缸SOHC十五汽門（製造期間：1990年-1993年）

排氣量657c.c.，缸徑為65.0mm、衝程66.0mm，壓縮比10.0:1。依照調校程度差異可輸出：
1. 最大馬力46ps / 7,000rpm、最大扭力5.3kg·m / 4,500rpm（雙桶下吸式化油器）
2. 最大馬力52ps / 7,500rpm、最大扭力5.7kg·m / 5,700rpm（ECI燃油噴射）
3. 最大馬力50ps / 7,000rpm、最大扭力5.8kg·m / 5,000rpm（ECI燃油噴射）

車型：
1. 1990年-1993年：第六代三菱Minica
2. 1990年-1993年：第一代三菱Minica Toppo
3. 1991年-1994年：第二代三菱Bravo

- 結構：直列三缸DOHC十五汽門ECI燃油噴射渦輪增壓附中冷器（製造期間：1990年-1993年）

排氣量657c.c.，缸徑為65.0mm、衝程66.0mm，壓縮比8.5:1，最大馬力64ps / 7,000rpm或64ps / 6,500rpm，扭力峰值9.8kg·m / 3,500rpm或9.6kg·m / 3,000rpm。

車型：
1. 1990年-1993年：第六代三菱Minica DANGAN
2. 1990年-1993年：第一代三菱Minica Toppo Qt
3. 1991年-1994年：第二代三菱Bravo

- 結構：直列三缸SOHC十二汽門（製造期間：1991年-1999年）

排氣量657c.c.，缸徑為65.0mm、衝程66.0mm，壓縮比10.0:1。最大馬力42ps / 6,000rpm、最大扭力5.7kg·m / 5,000rpm（單桶側吸式可變文氏管化油器）。

車型：
1. 1991年-1999年：第二代三菱Bravo
2. 1991年-1999年：第五代三菱Minicab

- 結構：直列三缸SOHC十二汽門ECI燃油噴射（製造期間：1996年-2013年）

排氣量657c.c.，缸徑為65.0mm、衝程66.0mm，壓縮比10.2:1。依照調校程度差異可輸出：
1. 最大馬力50ps / 6,500rpm、最大扭力6.3kg·m / 4,000rpm（起初採用MVV三菱縱渦層狀進氣稀薄燃燒技術，但改用理想空燃比燃燒技術後馬力與扭力並無變化）
2. 最大馬力48ps / 6,000rpm、最大扭力6.0kg·m / 3,500rpm
3. 最大馬力48ps / 6,000rpm、最大扭力6.3kg·m / 4,000rpm

車型：
1. 1998年-2011年：第八代三菱Minica
2. 1998年-2004年：三菱Toppo BJ（日语：三菱・トッポBJ）
3. 1999年-2014年：第六代三菱Minicab
4. 2001年-2013年：第一、二代三菱eK
5. 2005年-2013年：第一、二代日產Otti（日语：日産・オッティ）
6. 2008年-2013年：三菱Toppo
7. 1996年-1999年：第五代三菱Minicab
8. 1999年-2011年：第一代三菱Town Box（日语：三菱・タウンボックス）
9. 2007年-2012年：日產Clipper Rio（日语：日産・クリッパーリオ）

- 結構：直列三缸SOHC十二汽門ECI燃油噴射渦輪增壓附中冷器（製造期間：2002年-2013年）

排氣量657c.c.，缸徑為65.0mm、衝程66.0mm，壓縮比8.5:1。依照調校程度差異可輸出：
1. 最大馬力64ps / 6,000rpm、最大扭力9.5kg·m / 3,500rpm
2. 最大馬力64ps / 6,000rpm、最大扭力8.8kg·m / 3,000rpm

車型：
1. 2001年-2014年：第六代三菱Minicab
2. 2001年-2013年：第一、二代三菱eK Sports/Active
3. 2005年-2013年：第一、二代日產Otti
4. 2008年-2013年：三菱Toppo
5. 2002年-2011年：第一代三菱Town Box
6. 2007年-2012年：日產Clipper Rio

## 4G82型
此具4G82型乃臺灣中華汽車以3G82型多加一個汽缸之方式擴充而成，排氣量1,061c.c.，缸徑為65.0mm、衝程80.0mm，壓縮比9.3:1。最大馬力58ps / 5,500rpm、最大扭力9.1kg·m / 3,500rpm。

車型：
1. 1988年-1998年：中華威利1100

## 外部連結
- （日語）三菱：3G83型エンジン搭載車種の一覧